# Воднян
Во́днян (хорв.  Vodnjan, итал.  Dignano) — город в Хорватии, в юго-западной части полуострова Истрия. Население — 3.133 чел. (2021).

## Общие сведения
Воднян расположен на юго-западе Истрии, в 10 километрах к северу от Пулы и в 5 километрах от города Фажана, находящегося на морском побережье.
Город стоит на автомобильной трассе, связывающей Пулу с Риекой, Триестом и словенским побережьем.
Город, как и вся хорватская Истрия, многонационален и традиционно очень терпим к разным культурам. В округе Воднян — два официальных языка, итальянский язык уравнен в правах с хорватским. 

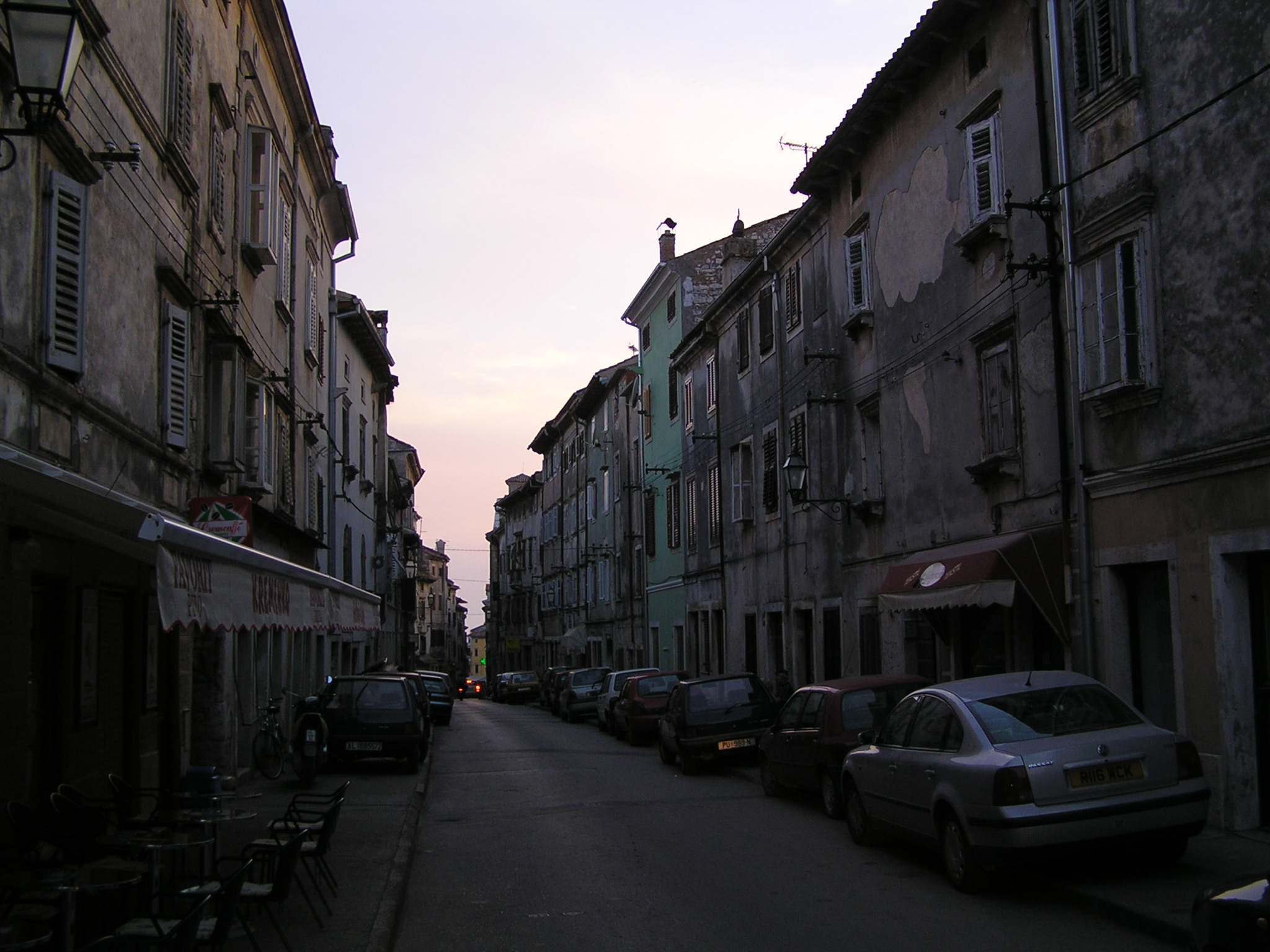
На улицах Водняна

Воднян — один из двух истрийских городов (наряду с Ровинем), где еще живы носители вымирающего истророманского или истриотского языка, на котором некогда говорили почти на всем юго-западе полуострова. Диалект истророманского языка, распространённый в Водняне, называется диньянским по итальянскому названию города. Самоназвание истриотского языка в Водняне — Бумбаро (Bumbaro).
Туризм приносит большую часть доходов города. Кроме туристического обслуживания, население занято в сельском хозяйстве (виноградарстве и выращивании оливок) и пищевой промышленности.

## История
В римские времена на месте Водняна располагалось поселение Викус Аттинианум. Первое письменное упоминание о Водняне относится к 932 году, он упомянут в перечне истрийских городов, заплативших дань вином венецианскому дожу Пьетро II Кандиано.
Внутри исторического ядра город сохранил свой характерный средневековый облик с атриумами и узкими неравномерно извилистыми улочками среди домов. С мощеными дорогами и фасадами, старинными улицами, узнаваемыми по стилю готики, венецианского ренессанса и барокко, а также множеством церквей. Среди них церковь Св. Иакова в старом городе. Ставшая приходской церковью еще в 1212 году. Она стала свидетелем важных исторических событий, таких как мирное соглашение с Пула-Пола в 1331 году или написание Статута 1492 года. .
Большая Народная площадь в центре города отмечает место, где ранее стоял замок с башнями, предположительно, в 4-5 веке, и снесен в 1808 году. Площадь окружена важными зданиями, такими как ратуша в неоготическом стиле, дом Бенусси, дом Бембо и дворец Брадаманте с его украшенным фасадом и элегантной трифорой.
Площадь перед церковью Св. Бьяджо, которая является самой большой церковью в Истрии и построена на остатках ранней романской церкви, снесенной в 1781 году, является еще одной важной и часто посещаемой площадью. Церковь была освящена в 1800 году, и в ней хранятся многочисленные художественно и культурно ценные произведения, такие как: Барельеф 1451 года, деревянные фигуры, картины 14-18 века, работы таких великих мастеров, как Паоло Венециано, Якопо Контарини, Якобелло дель Фьоре, Ладзаро Бастиани, Гаэтано Грезлер, Авенерио Тревизано, Антонио делла Зонка и другие.
Коллекция сакрального искусства специализируется на многочисленных реликвиях и телах святых, реликвариях из Мурано, обрядах святых и ценных старинных книгах. Есть много фресок и в других церквях: церкви Святой Маргариты (XII век), церкви Богоматери Траверса (XIII век), церкви Святой Кирин (VI век) или церкви Святой Фоски (VIII-IX век), это места назначения для сегодняшних паломников.
Церковь св. Блажа имеет самую высокую колокольню в Истрии (62 м).
См. также История Истрии

## Население
В 2021 году население города составило — 3.133.
| Год  | Население |
| ---- | --------- |
| 2001 | 3.406     |
| 2011 | 3.613     |
| 2021 | 3.133     |

По национальности преобладают:
Хорваты — 59,7%; Итальянцы — 15,01%; Боснийцы — 5,45%; Сербы — 3,97%; Цыгане — 2,52%; Албанцы — 1,87%; Черногорцы — 1,32%; Словенцы — 0,96%; Немцы — 0,33%; Другие — 8,87%

## Достопримечательности
- Церковь Святого Власия — кафедральный собор города, построен в 1800 году в стиле барокко, в нём хранятся многочисленные шедевры живописи и скульптуры.
- Народная площадь — центральная площадь города, её окружают 4 старинных здания: Городская ратуша в неоготическом стиле, дом Бенусси, дом Бембо, дворец Брадаманте.
- Церковь св. Иакова — построена в 1212 году.
- Церковь св. Фошки — построена в 8—9 столетии, объект религиозного паломничества.
- Церковь св. Кирина — датируется VI веком, старейшее сооружение города.